# Corps simple

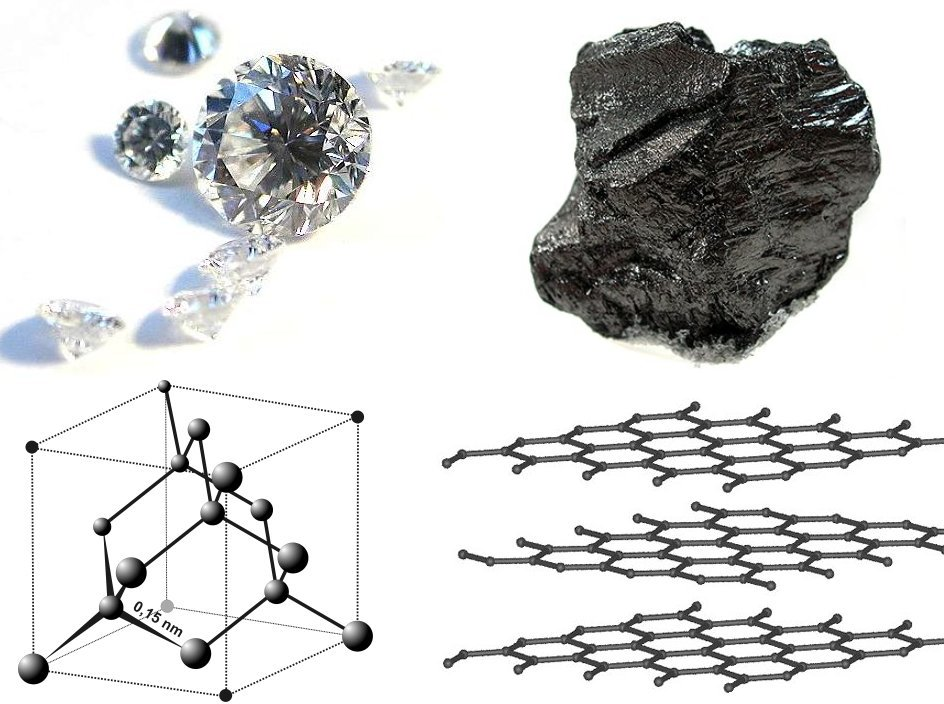
Le diamant et le graphite sont deux formes allotropiques de l'élément carbone.

Un corps simple est un corps pur constitué d'atomes d'un seul élément chimique.

## Typologie
- Si les atomes du corps simple sont réunis en molécules, on parle de corps simple moléculaire ; exemples : dihydrogène (H2), diazote (N2), dioxygène (O2), ozone (O3).
- Dans le cas contraire, il s'agit d'un corps simple élémentaire, comme dans le cas des :
  - métaux : argent (Ag), cuivre (Cu), etc. ;
  - gaz monoatomiques : hélium (He), argon (Ar), etc.

## Relation avec des blocs du tableau périodique
La formation et la nature élémentaire ou moléculaire des corps simples peuvent être déduites à partir des blocs du tableau périodique des éléments :
- bloc s :
  - 1re colonne du tableau (hormis l'hydrogène), éléments formant comme corps simple les métaux alcalins,
  - 2e colonne, les métaux alcalino-terreux sont des corps simples ;
- bloc d : tous les éléments forment des corps simples métalliques ;
- bloc p : il regroupe des éléments à corps simples élémentaires métalliques ainsi que des éléments formant des corps simples moléculaires, notamment dans la 17e colonne, celle des halogènes, qui forment des molécules diatomiques (F2, Cl2, Br2, I2). Néanmoins, dans la 18e colonne, celle des gaz nobles, ces éléments forment des gaz monoatomiques.